# Доналсонвил (Џорџија)
Доналсонвил (Џорџија) (енгл. Donalsonville) град је у америчкој савезној држави Џорџија. По попису становништва из 2010. у њему је живело 2.650 становника.

## Демографија
Према попису становништва из 2010. у граду је живело 2.650 становника, што је 146 (5,2%) становника мање него 2000. године.
| Група             | 2000.         | 2010.         |
| Белци             | 1.029 (36,8%) | 903 (34,1%)   |
| Афроамериканци    | 1.642 (58,7%) | 1.648 (62,2%) |
| Азијати           | 13 (0,5%)     | 23 (0,9%)     |
| Хиспаноамериканци | 109 (3,9%)    | 56 (2,1%)     |
| Укупно            | 2.796         | 2.650         |